# Sd.Kfz. 251

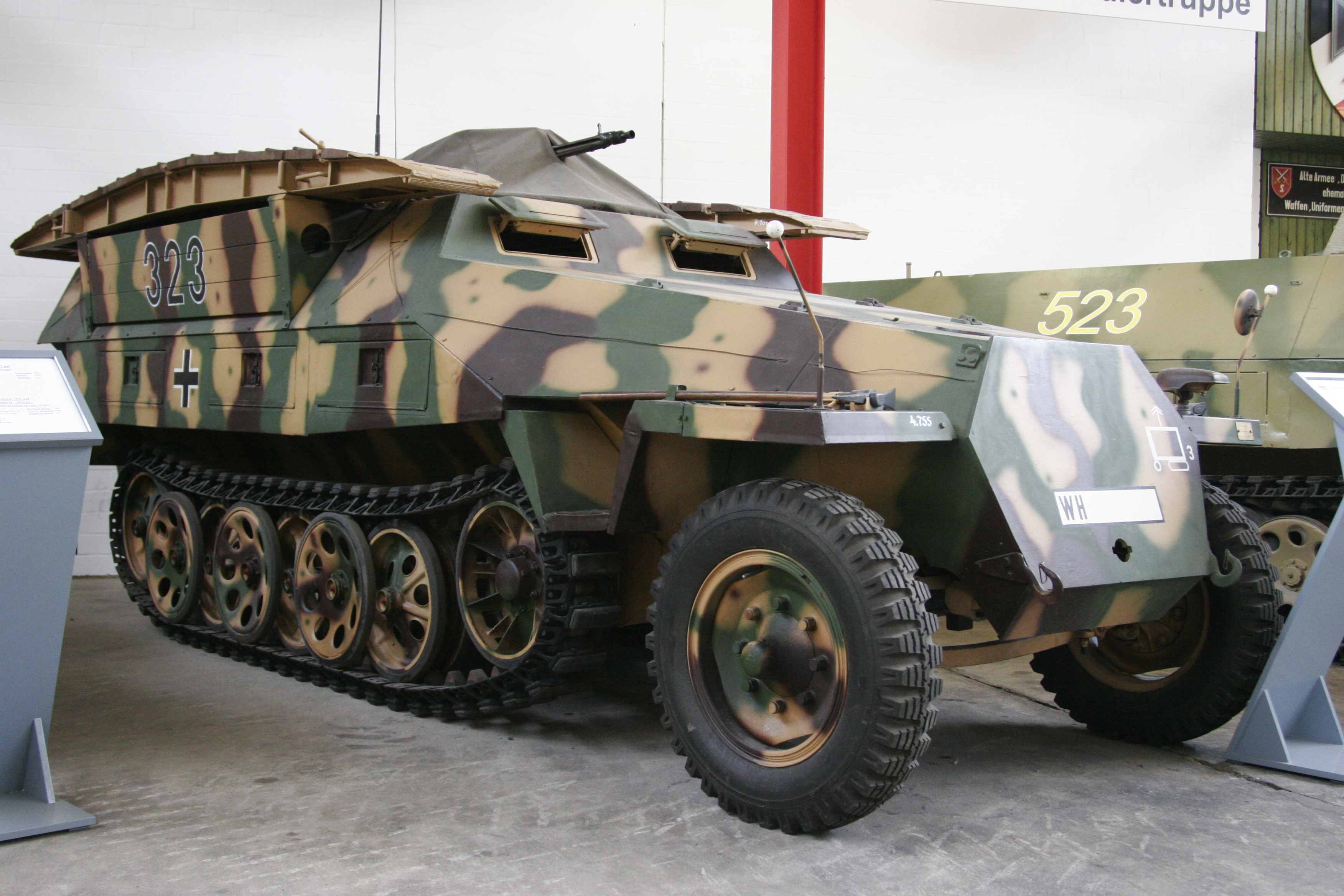
Sd.Kfz. 251/7 „Pionierpanzerwagen“

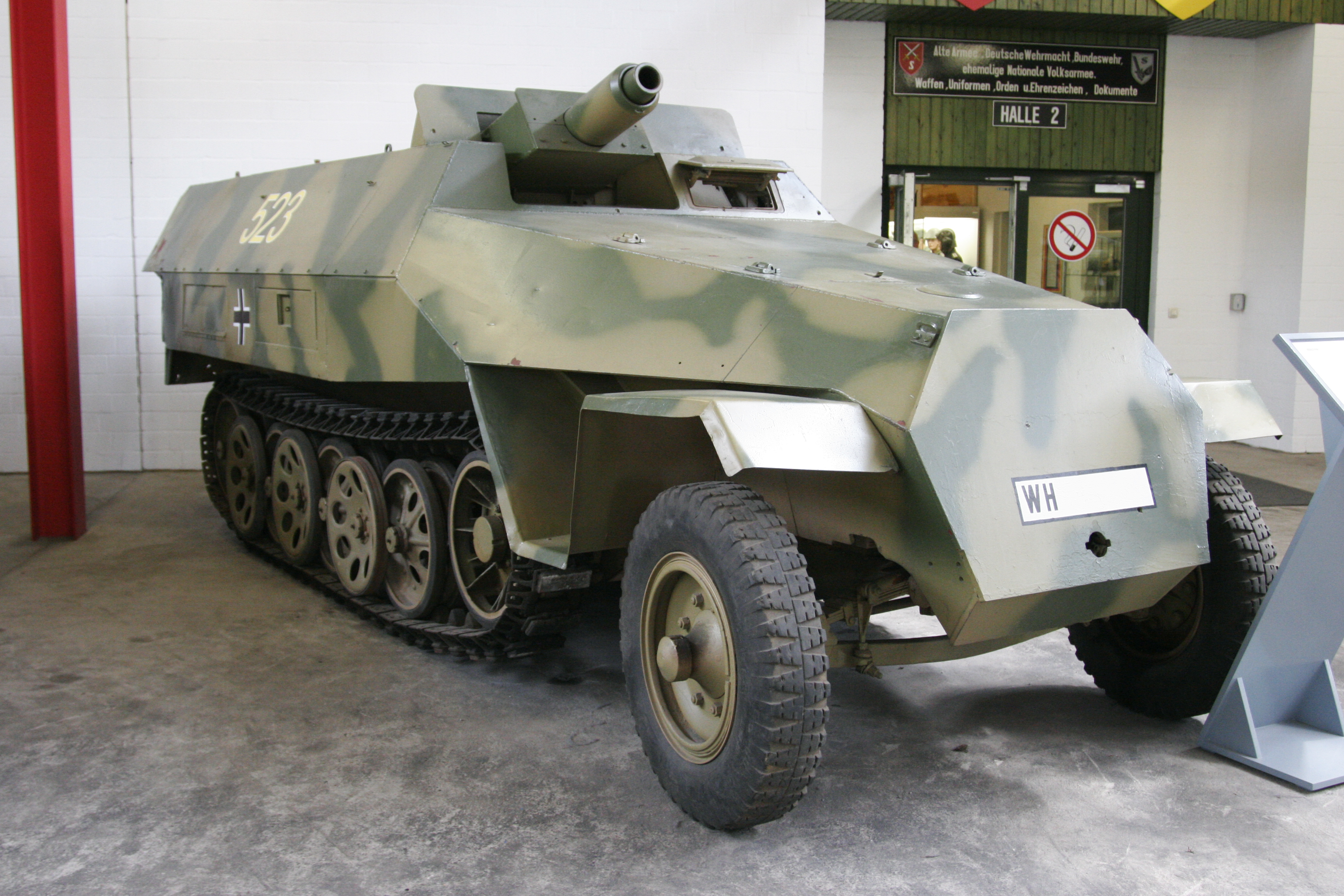
Sd.Kfz. 251/9 „Stummel“

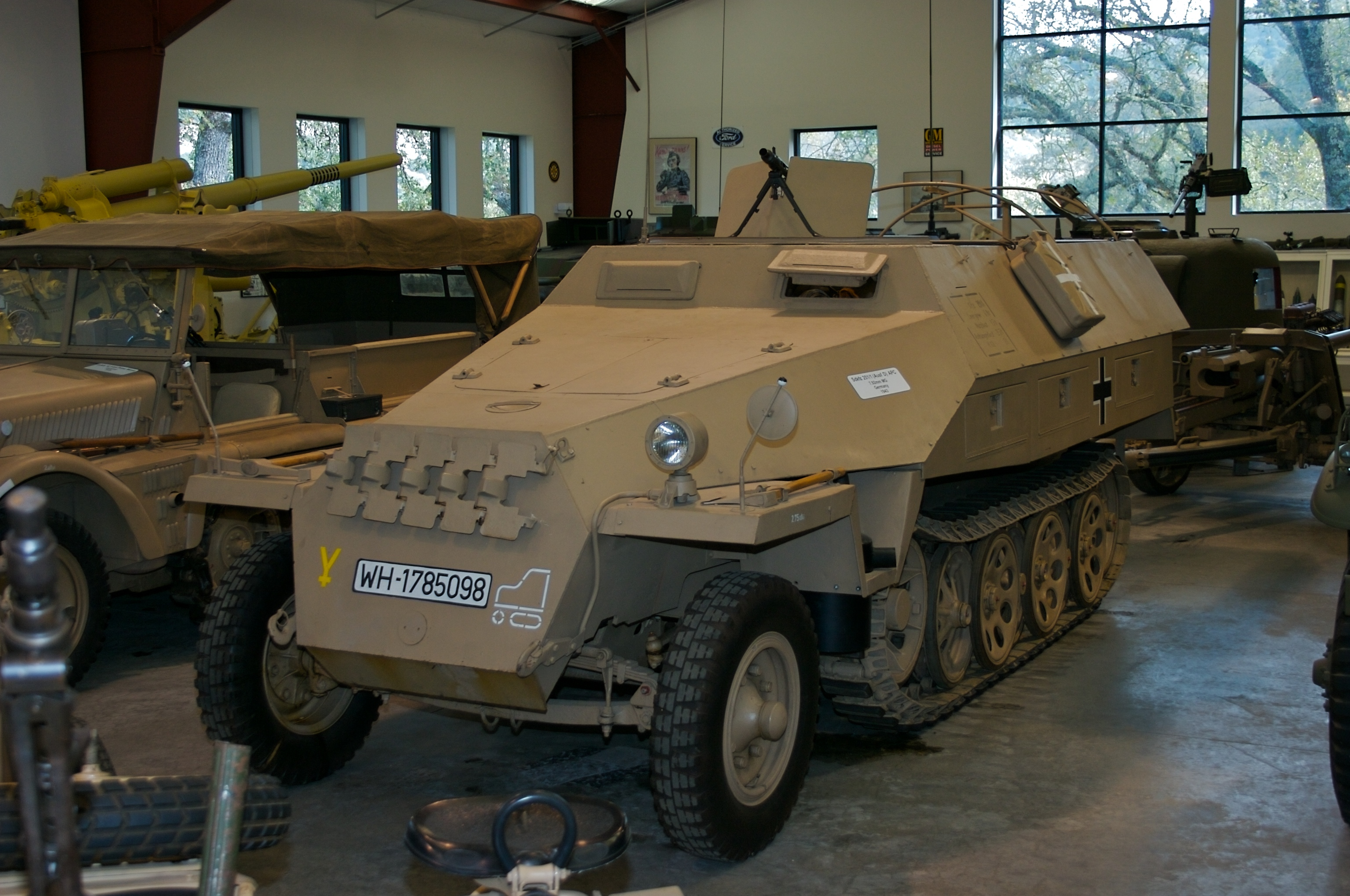
Sd.Kfz. 251

SdKfz 251 (Sonderkraftfahrzeug 251) byl základní obrněný transportér německé armády vyvinutý ve firmě Hanomag jako typ HKL6p. Vážil 9 tun a uvezl 10 pěšáků, kulometčíka, velitele a řidiče. Stejně jako SdKfz 250 byl standardně vyzbrojen dvěma kulomety MG 34 nebo 42. Začal se používat v roce 1939 a byl nasazen hlavně u tankových divizí. S jeho zavedením k dalším jednotkám se však muselo čekat, protože německý zbrojní průmysl nestačil vysokému tempu zbrojení, a tak jím byly jednotky vybavovány až během války. Transportér byl stejně jako SdKfz 250 modifikován pro více rolí a zájem o něj měly složky Wehrmachtu i Zbraní SS.
Součásti k transportéru SdKfz 251 se za 2. světové války vyráběly i na území Protektorátu ve firmě Škoda Plzeň a Bohemia v České Lípě. Po skončení války zůstalo na území Československa značné množství těchto vozidel, které byly zařazeny do výzbroje československé armády pod označením HKL6p, lidově se jim říkalo „Hakl“. Tento stroj byl inspirací pro pozdější československý obrněný transportér OT-810.

## Varianty
V průběhu výroby polopásového transportéru nezůstalo u jediného typu a základní modelová řada byla postupem času dělena na čtyři hlavní skupiny (A, B, C, D). Každá ze skupin nakonec obsahovala další desítky subverzí, které byly speciálně upravovány pro potřeby jednotlivých druhů vojsk.
Zde je stručná charakteristika jednotlivých subverzí:
- SdKfz 251/1 – Základní varianta pro přepravu plně vyzbrojeného pěchotního družstva. Deset vojáků mohlo sedět po stranách korby na sklápěcích lavicích. Vedle individuální výzbroje vojáků byl transportér opatřen také dvěma kulomety MG 34 nebo MG 42. Přední, který byl umístěn nad kabinou na čelním pancéřování, sloužil hlavně ostřelování pozemních cílů. Druhý kulomet, který byl výklopně zavěšen na zadní části korby, mohl sloužit i k obraně proti letadlům.

- SdKfz 251/2 – Druhá verze sloužila jako nosič středního minometu ráže 81 mm. Osádku představovalo 8 mužů, kteří obsluhovali minomet s obvykle 65 kusy granátů. Vlastní zbraň byla připevněna k podlaze bojového prostoru vozidla. K dispozici byl také kulomet MG 34 na zadní části korby.

- SdKfz 251/3 – Verze spojovací (Mitlerer Funkpanzerwagen). Existovalo několik subverzí lišících se různým typem radiovybavení.

- SdKfz 251/4 – Verze sloužící jako muniční vozidlo pro přepravu dělostřeleckých granátů. Původně se jednalo o 120 granátů ráže 75 mm, které byly uloženy v kovových schránkách. Pokud ovšem tyto prostředky zásobovaly děla a houfnice jiných ráží, jednalo se určitý počet nařízené munice.

- SdKfz 251/5 – Ženijní vozidlo, které vedle vlastní obsluhy (9 mužů) vezlo i veškerý ženijní nebo vyprošťovací materiál. K vlastní obraně sloužila dvě kulometná stanoviště.

- SdKfz 251/6 – Velitelská varianta. Byla vybavena různými typy radiostanic nebo i zařízeními pro utajený rádiový provoz. Osádka se skládala ze sedmi mužů. Výzbroj byla omezena na jediný kulomet na zadní části korby. Tato vozidla byla mimo jiné vybavována šifrovacím zařízením „Enigma“.

- SdKfz 251/7 – ženijní verze. Od Sd.Kfz.251/5 se lišil vybavením. Navíc na bocích korby vezl součásti pohotovostního ženijního mostu.

- SdKfz 251/8 – Sanitní varianta bez výzbroje. Přepravovala raněné vojáky z oblasti bojů do vzdálenějších zdravotnický center nebo je předávala, mimo dosah ostřelování, běžným sanitním vozům. Speciální závěsy dovolovaly přepravovat dvě lehátka s raněnými a čtyři sedící lehce raněné.

- SdKfz 251/9 – Stroj palebné podpory pěchoty. Namísto předního kulometu byl na zvláštním loži lafetován kanón KWK 37 L/24, známý z raných verzí tanku Pz.Kpfw.IV. Dělo obsluhovali tři muži (velitel, střelec a nabíječ). K dispozici byla munice trhavá a protipancéřová v počtu 32 střel celkem. Tento stroj byl produkován ve dvou verzích:
  - Raná verze – Kanón byl lafetován do čelního pancíře vedle průzoru řidiče.
  - Pozdní verze – Kanón byl lafetován na nástavbu, která byla přidělána na horní část bojového prostoru jako například u Sd.Kfz 250/8.

- SdKfz 251/10 – Namísto předního kulometu byl lafetován protitankový kanón PaK 36 ráže 3,7 cm. Osádka 6 mužů. Kanón byl někdy chráněn malým štítem, pološtítem (kryl jen střelce), nebo se štít nepoužíval vůbec z důvodu zmenšení celkové siluety vozidla. Pro malou účinnost kanónu se od roku 1944 tato varianta v podstatě již nevyskytovala.

- SdKfz 251/11 – Spojovací varianta. Osádka pěti mužů přepravovala a kladla telefonní kabely, které byly uloženy na cívkách uvnitř bojového prostoru transportéru. Společně s kabely byly uloženy také sady polních telefonů. Výzbroj byla standardní, dvě kulometná stanoviště na obvyklých místech.

- SdKfz 251/12 – velitelský a průzkumný vůz jednotek dělostřelectva. Vybaven rámovou anténou nad bojovým prostorem. Výroba ukončena v roce 1943.

- SdKfz 251/13 – Vozidlo vybavené akustickým záznamovým zařízením. Používán jednotkami dělostřelectva.

- SdKfz 251/14 – Vozidlo určené ke zjišťování postavení nepřátelských dělostřeleckých baterií.

- SdKfz 251/15 – Pomocná dělostřelecká varianta. V bojovém prostoru byl umístěn světlomet a osvětlovací rakety. Tato kombinace se využívala při nočních dělostřeleckých přepadech pro lepší identifikaci cílů.

- SdKfz 251/16 – Plamenometná varianta s osádkou pěti mužů. Po stranách bojového prostoru byly nad horním okrajem umístěny dva plamenomety ráže 14 mm (na každé straně jeden) s odměrem 90 stupňů a náměrem 0 až +40 stupňů. Uvnitř bojového prostoru byly nádrže s hořlavou směsí o celkovém objemu 700 litrů. Další výzbrojí transportéru byly dva lehké kulomety na standardních místech a jeden přenosný plamenomet.

- SdKfz 251/17 – Protiletadlová verze. Bočnice bojového prostoru byly rozšířeny, aby byl zajištěn kruhový obrat zbraně,kterou byl 2cm FlaK 38. Při střelbě bylo možno bočnice sklopit. Osádka 6 mužů, z nichž 4 tvořili obsluhu zbraně. Od tohoto typu byl odvozen stroj Sd.Kfz.261/17, který měl pancéřovaný pouze motor a prostor pro řidiče a velitele vozu. Zadní část tvořila otevřená plošina, na které byl lafetován opět 2 cm FlaK 38. Těchto vozidel vzniklo jen omezené množství.

Od léta 1944 byla vyráběna upravená verze s kanónem na nové lafetě (tzv. Schwebelafette) v malé věžičce. Vyrobeno 211 kusů.
- SdKfz 251/18 – Průzkumná varianta s výkonnou radiostanicí pro spojení s Luftwaffe. Charakteristickým znakem byla rámová anténa těsně nad horní hranou bojového prostoru.

- SdKfz 251/19 – Spojovací varianta. Komplexní mobilní telefonní ústředna vybavená telefonními kabely, polními telefony a propojovací ústřednou.

- SdKfz 251/20 – Speciální noční varianta s osádkou čtyř mužů. Od poloviny roku 1944 disponovaly tankové jednotky středními tanky Panther s aktivními infračervenými zaměřovači pro vedení noční palby. Svůj cíl si osvětlovaly vlastním světlometem. Ten však neměl dostatečný dálkový dosah, a proto byla vyrobena tato varianta v omezené sérii. V bojovém prostoru byl velký infračervený světlomet o průměru 600 mm s dosahem až 1500 metrů. Díky tomu získal přezdívku „Uhu“.

- SdKfz 251/21 – Vozidlo protivzdušné obrany. Na zvláštní lafetě v bojovém prostoru byla umístěna trojice leteckých kanónů MG 151/15 ráže 15 mm.

- SdKfz 251/22 – Protitanková verze vybavená kanónem PaK 40 ráže 75 mm. Vyráběn v závěru války, pravděpodobně zkompletováno jen několik desítek kusů.

- SdKfz 251/23 – není jisté, zda tato verze skutečně toto označení obdržela. Jedná se o průzkumné vozidlo, vyrobené na samém sklonku války v počtu pouhých několika kusů. Strop bojového prostoru byl úplně nebo částečně zakryt a na něm umístěna věž z obrněného transportéru Sd.Kfz.234/1 vybavená kanónem KWK 38 ráže 20 mm a spřaženým kulometem MG 42 ráže 7,92 mm.

## SdKfz 251 v moderní kultuře
Transportér je možné najít v různých PC hrách s válečnou tematikou.
Zahrál si i ve filmu Obecná škola.